# Silence is Sexy
Silence is Sexy was een Nederlandse band die zijn oorsprong vond in de newwavepop en geïnspireerd was door bands als Joy Division, The Cure, Interpol en Editors.

## Geschiedenis
De band werd in 2003 opgericht en bestond uit Hendrik-Jan de Wolff (zang, gitaar), Pim van de Werken (gitaar, achtergrondzang), Barry Spooren (bas, achtergrondzang) en Bart Reinders (drums). In 2005 werden de heren uitgenodigd om op het Metropolisfestival in Rotterdam te spelen. Vervolgens had ook het Haagse Parkpop interesse, en in het najaar van 2005 deed de band mee aan de "Locals Only" tour die gesponsord werd door biermerk Dommelsch. Hierbij werden veel landelijke poppodia aangedaan, zoals de Effenaar, w2 en Tivoli. Eind 2005 werd in Paradiso de Grote Prijs van Nederland in de wacht gesleept.
De release van het in het najaar van 2006 geplande debuutalbum met de titel Everything you should know is na wat tegenslag (o.a. een zakelijk conflict met het platenlabel) uitgesteld tot maart 2007. Het album is voorafgegaan door de single This Is Our Start?.
In 2008 bracht Silence is Sexy haar tweede album uit: This Ain't Hollywood. De manier van distributie van dit album was apart, het werd namelijk gratis ter download aangeboden op de website van de band, en ook via de BitTorrent tracker Mininova. Ook het eerste album werd ter beschikking gesteld via Mininova.
Op 5 juni 2012, tegelijk met de release van hun dubbelalbum Modern Antiques, kondigde de band aan zichzelf per direct op te heffen. De bandleden blijven spelen in diverse projecten, zoals Royal Parks, The Maureens en Eins Zwei Orchestra.

## Discografie

### Albums
- Everything You Should Know (5 maart 2007, My first Sonny Weissmuller recordings/Konkurrent)
- This Ain't Hollywood (16 september 2008)
- Modern Antiques (dubbelalbum, 5 juni 2012)

### Singles
- This Is Our Start? (2006)

## Trivia
- De naam Silence is Sexy komt van het gelijknamige album van de Duitse groep Einstürzende Neubauten uit 2000.